# Sommet d'une courbe

Une ellipse (en rouge) et sa développée (en bleu). Les points marqués sont les sommets de la courbe ; ils correspondent chacun à un point de rebroussement de la développée.

En géométrie différentielle,  un sommet d'une des courbe plane, est un point où la dérivée première de la courbure s'annule. Il s'agit généralement d'un maximum ou d'un minimum local de la courbure, et certains auteurs définissent un sommet comme étant plus spécifiquement un extremum local de la courbure. Cependant, d'autres cas particuliers peuvent se produire, par exemple lorsque la dérivée seconde est également nulle, ou lorsque la courbure est constante. Pour les courbes de l'espace, en revanche, un sommet est un point où la torsion s'annule.

## Exemples
Une hyperbole possède deux sommets, un sur chaque branche ; ils correspondent au minimum de la distance entre les deux branches de l'hyperbole et sont situés sur son axe principal. L'unique sommet d'une parabole est situé sur l'axe de symétrie et pour une équation de la forme :
{\displaystyle y=ax^{2}+bx+c\,\!}
on l'obtient  en mettant le trinôme sous forme canonique  ou par dérivation. Une ellipse possède quatre sommets deux sur sur le grand axe et deux sur le petit axe.
Pour un cercle, qui a une courbure constante, chaque point est un sommet.

## Osculation et relation avec la développée
Les sommets sont les points où la courbe a un contact d'ordre 4 avec le cercle osculateur. Les points génériques d'une courbe n'ont en effet qu'un contact d'ordre 3 avec leur cercle osculateur. 
La développée de la courbe présente en général un point de rebroussement lorsque le point correspondant de la courbe est un sommet. D'autres singularités plus dégénérées et instables peuvent se produire à des sommets d'ordre supérieur, pour lesquels le cercle osculateur a un contact d'ordre supérieur à quatre. 

## Autres propriétés
D'après le théorème des quatre sommets, toute courbe lisse plane fermée simple possède au moins quatre sommets . Un fait plus général est que toute courbe fermée simple de l'espace incluse dans la frontière d'un corps convexe, ou même qui délimite un disque localement convexe, possède au moins quatre sommets. Toute courbe de largeur constante doit avoir au moins six sommets.
Les sommets d'une courbe plane se trouvent aux points d'intersection avec tout axe de symétrie de la courbe. Ainsi, la notion de sommet pour une courbe est étroitement liée à celle de sommet optique, c'est-à-dire le point où un axe optique croise la surface d'une lentille.